# Scintillation (physique des particules)
Pour les articles homonymes, voir Scintillation.

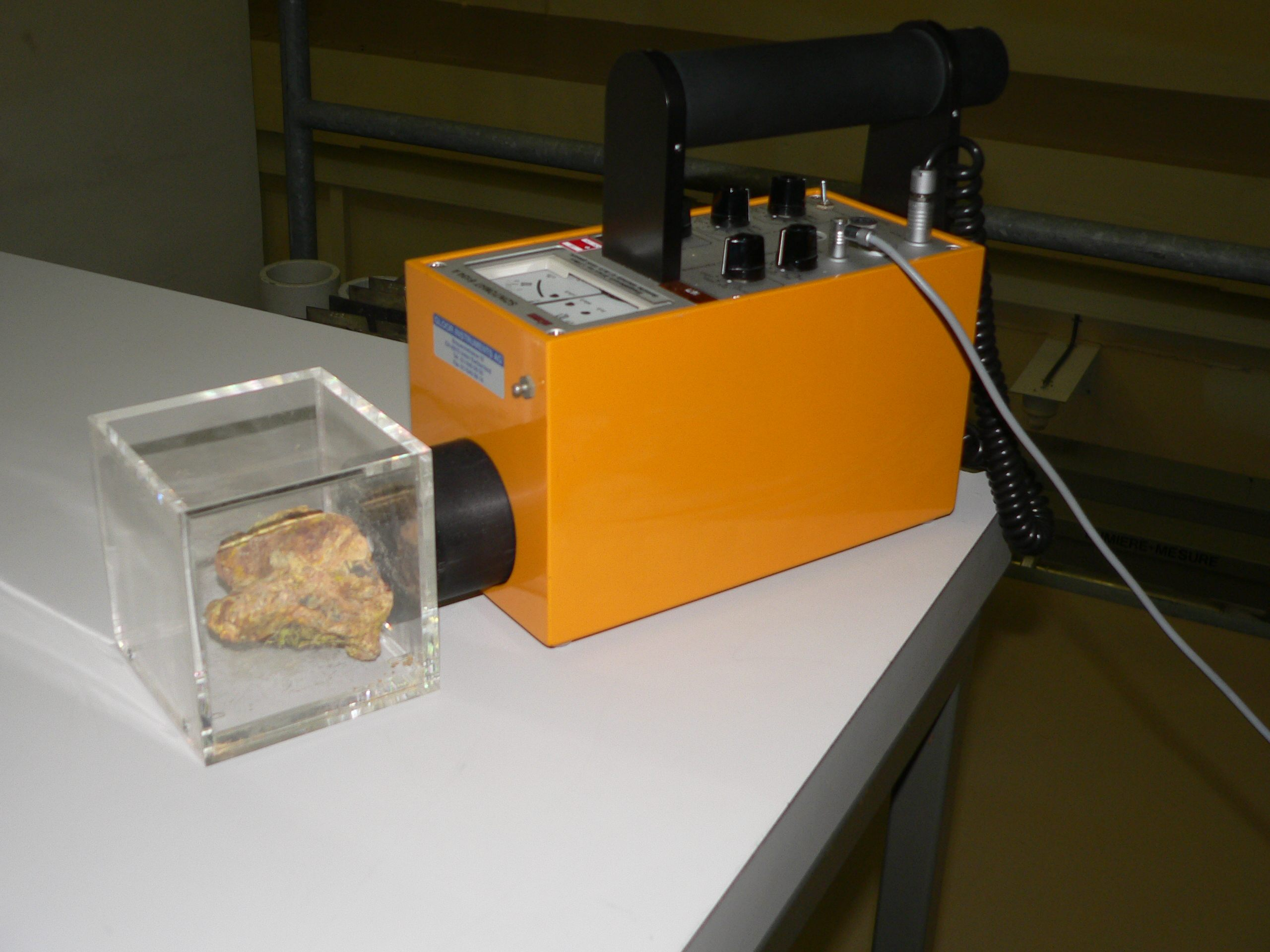
Mesure de scintillation d'un minerai radioactif à l'aide d'un détecteur à scintillation à l'EPFL

La scintillation est un phénomène physique semblable à la phosphorescence et à la fluorescence : les molécules du matériau qui reçoivent un rayonnement incident (particules) sont « excitées », c'est-à-dire qu'un électron passe à un niveau énergétique supérieur. La désexcitation, c'est-à-dire la redescente de l'électron à un niveau moins énergétique, s'accompagne de l'émission d'un photon, qui en l'occurrence est un photon visible.
Pour expliquer la scintillation des cristaux inorganiques, on utilise la théorie des bandes des solides cristallins proposée par Bloch en 1928. Les électrons d'un atome libre se retrouvent sur des niveaux d'énergie discrets définis par l'équation de Schrödinger.  Dans les cristaux, les niveaux supérieurs sont perturbés par les interactions mutuelles entre les atomes et les ions qui forment le cristal. Par conséquent, les niveaux d'énergie s'élargissent en une série de bandes d'énergies permises séparées les unes des autres par des bandes interdites dans lesquelles on ne retrouve aucun électron. Les bandes d'énergies s'étendent à tout le cristal et les électrons sont libres de s'y mouvoir sans apport externe d'énergie (les électrons ne sont plus liés à un atome en particulier).
Ainsi, lorsqu'un électron lié à un atome du réseau cristallin reçoit de l'énergie, il a accès à plusieurs niveaux d'énergie situés dans une bande permise. De façon générale, les bandes d'énergies situées le plus près des noyaux du cristal, bandes dites de valence, sont remplies, tandis que les bandes les plus éloignées, les bandes de conduction, sont vides ou partiellement occupées.
Lorsqu'une particule (telle qu'un électron, un alpha, un ion ou un photon X ou gamma) pénètre dans un matériau scintillant, de la lumière est émise le long de la trajectoire. La quantité de lumière produite peut être reliée à la quantité d'énergie apportée par la particule ayant interagi dans le matériau.
La mesure de cette quantité de lumière permet ainsi de mesurer l'énergie ou le nombre des particules ayant interagi. Les matériaux scintillateurs sont ainsi d'efficaces composants de détecteurs de particules.